# 内蒙古工业大学
内蒙古工业大学（蒙古语：ᠥᠪᠥᠷ
ᠮᠣᠩᠭᠣᠯ
‍ᠤᠨ
ᠠᠵᠤ
ᠦᠢᠯᠡᠳᠪᠦᠷᠢ
‍ᠶᠢᠨ
ᠶᠡᠬᠡ
ᠰᠤᠷᠭᠠᠭᠤᠯᠢ 西里爾轉寫： өвөр монголын аж үйлдвэрийн их сургууль   英語：Inner Mongolia University of Technology ）是一所坐落在中华人民共和国内蒙古自治区呼和浩特市的高等院校，是教育部批准设立的一所以工为主，工、理、文、经、管、法、教育、艺术相结合的多科性的全日制普通高等学校，是内蒙古自治区重点建设的高校之一。校训是博学躬行，尚志明德。学校隶属于内蒙古自治区人民政府，主管部门为内蒙古自治区教育厅。

## 历史
内蒙古工业大学的办学历史最早可以追溯到1951年创办的绥远省高级工业学校，1958年成立了内蒙古工学院，1993年更为现名。

## 校园与教学
学校现有四个校区，新城校区位于呼和浩特市新城区爱民街49号；金川校区位于呼和浩特市经济技术开发区金川工业园区；准格尔校区位于鄂尔多斯市准格尔旗大路新区。康巴什校區位於鄂爾多斯市高新技術產業開發區（在建校區）。学校共有73个本科专业，下设24个院（部、中心），有博士授权一级学科3个，博士授权二级学科13个；硕士授权一级学科18个，硕士授权二级学科85个，工程硕士专业学位授权领域17个。